# Сметов Єлдос Бахтибайович
Єлдос Бахтибайович Сметов (нар. 9 вересня 1992) — казахський дзюдоїст, олімпійський чемпіон 2024 року, срібний призер Олімпійських ігор 2016 року, бронзовий призер Олімппійських ігор 2020 року, чемпіон світу (2015) та Азійських ігор.

## Виступи на Олімпіадах
| Олімпіада           | Дисципліна | Місце |
| ------------------- | ---------- | ----- |
| Ріо-де-Жанейро 2016 | до 60 кг   | 2     |
| Токіо 2020          | до 60 кг   | 3     |
| Париж 2024          | до 60 кг   | 1     |